# Ángel Rubén Cabrera
Ángel Rubén Cabrera Santana (Mercedes, Soriano, 9 de octubre de 1939 - Ib., 15 de noviembre de 2010) fue un futbolista uruguayo. Jugaba de centrodelantero con especial trayectoria en el Club Atlético Peñarol y en la selección uruguaya.

## Trayectoria
Su primer club fue en Independiente de su Mercedes natal. A los 19 años viajó a Montevideo a probarse en Peñarol, donde finalmente fue fichado. Se coronó campeón de varias copas internacionales entre ellas la Copa Libertadores y la Copa Intercontinental, cosechando además varios títulos nacionales. Fue máximo goleador del Campeonato Uruguayo de 1960 con Peñarol, convirtiendo 14 goles, en 1961 repitió la misma cantidad de goles en el campeonato, siendo superado con 18 goles por Alberto Spencer.
Luego de algunas lesiones que marginaron su carrera ascendente, jugó para Huracán Buceo y para el Montevideo Wanderers. 
Falleció el 15 de noviembre de 2010 a los 71 años. Sus restos descansan en su Mercedes natal.

## Selección nacional
Ha sido internacional con la Selección de fútbol de Uruguay en varias oportunidades, llegando a jugar las eliminatorias y el Mundial de 1962.

### Participaciones en Copas del Mundo
| Mundial              | Sede  | Resultado    | Partidos | Goles |
| -------------------- | ----- | ------------ | -------- | ----- |
| Copa Mundial de 1962 | Chile | Primera fase | 2        | 1     |

## Clubes
| Club                                   | País      | Año       |
| -------------------------------------- | --------- | --------- |
| Peñarol                                | Uruguay   | 1960-1965 |
| Newell's Old Boys                      | Argentina | 1965      |
| Montevideo Wanderers                   | Uruguay   | 1965-1966 |
| Peñarol                                | Uruguay   | 1967      |
| Emelec                                 | Ecuador   | 1968      |
| Danubio                                | Uruguay   | 1969      |
| Wanderers Atlético Club (Santa Lucía)  | Uruguay   | 1970      |
| Club Atlético Independiente (Mercedes) | Uruguay   | 1971      |
| Huracán Buceo                          | Uruguay   | 1971-1972 |

## Palmarés

### Campeonatos nacionales
| Título              | Club    | País    | Año  |
| ------------------- | ------- | ------- | ---- |
| Campeonato Uruguayo | Peñarol | Uruguay | 1960 |
| Campeonato Uruguayo | Peñarol | Uruguay | 1961 |
| Campeonato Uruguayo | Peñarol | Uruguay | 1962 |
| Campeonato Uruguayo | Peñarol | Uruguay | 1964 |
| Campeonato Uruguayo | Peñarol | Uruguay | 1965 |

### Copas internacionales
| Título                | Club    | País    | Año  |
| --------------------- | ------- | ------- | ---- |
| Copa Libertadores     | Peñarol | Uruguay | 1961 |
| Copa Intercontinental | Peñarol | Uruguay | 1961 |
| Copa Libertadores     | Peñarol | Uruguay | 1966 |
| Copa Intercontinental | Peñarol | Uruguay | 1966 |

### Distinciones individuales
| Distinción                                         | Año  |
| -------------------------------------------------- | ---- |
| Máximo goleador del Campeonato Uruguayo (14 goles) | 1960 |